# South Wimbledon (Metropolitano de Londres)
South Wimbledon é uma estação do Metrô de Londres na Northern line em South Wimbledon, em Wimbledon, no borough londrino de Merton, no Sul de Londres.

## História
A estação foi inaugurada em 13 de setembro de 1926 como parte da Extensão de Morden da City & South London Railway ao sul de Clapham Common. No plano original, tinha o nome "Merton Grove". Para precisão geográfica, a estação foi mostrada como "South Wimbledon (Merton)" nos mapas do metrô de 1928, o nome também foi modificado na sinalização da plataforma, embora não no prédio da estação no nível da rua. A partir do início da década de 1950, os parênteses "(Merton)" caíram em desuso.
Junto com as outras estações na extensão Morden, o edifício foi projetado pelo arquiteto Charles Holden. Elas foram o primeiro grande projeto de Holden para o Metrô.
A estação é a estação mais ao sul da rede do Metrô de Londres que tem plataformas em túneis (Morden fica em um corte aberto).

## Serviços e conexões
As rotas dos ônibus de Londres atendem a estação.